# Чечельницька селищна рада
Чечельницька се́лищна ра́да — адміністративно-територіальна одиниця та орган місцевого самоврядування в Чечельницькому районі Вінницької області. Адміністративний центр — селище міського типу Чечельник.

## Загальні відомості
Чечельницька селищна рада утворена в 1920 році.
- Територія ради: 79,4 км²
- Населення ради: 5 590 осіб (станом на 2001 рік)
- Територією ради протікає річка Савранка
- На території ради знаходиться об'єкт природно-заповідного фонду - орнітологічний заказник місцевого значення Ставки

## Населені пункти
Селищній раді підпорядковані населені пункти:
- смт Чечельник

## Склад ради
Рада складається з 32 депутатів та голови.
- Голова ради: Савинецький Валерій Андрійович
- Секретар ради: Хавроха Надія Миколаївна

### Керівний склад попередніх скликань
| Прізвище, ім'я, по батькові | Основні відомості                                                                    | Дата обрання | Дата звільнення |
| --------------------------- | ------------------------------------------------------------------------------------ | ------------ | --------------- |
| Овчар Олександр Михайлович  | Селищний голова, 1972 року народження, член Всеукраїнського об'єднання «Батьківщина» | 26.03.2006   | 31.10.2010      |
|                             | Селищний голова, 1962 року народження, освіта вища, безпартійний                     | 31.10.2010   |                 |

Примітка: таблиця складена за даними сайту Верховної Ради України

### Депутати
За результатами місцевих виборів 2010 року депутатами ради стали:

#### За суб'єктами висування
| Суб'єкт висування                                   | Кількість обраних депутатів | %   |
| --------------------------------------------------- | --------------------------- | --- |
| Партія регіонів                                     | 16                          | 50  |
| Самовисування                                       | 8                           | 25  |
| Народна партія                                      | 3                           | 9,4 |
| Комуністична партія України                         | 1                           | 3,1 |
| Політична партія Всеукраїнське об'єднання «Свобода» | 1                           | 3,1 |
| Політична партія Конгрес Українських Націоналістів  | 1                           | 3,1 |
| Політична партія «Нова політика»                    | 1                           | 3,1 |
| Українська республіканська партія «Собор»           | 1                           | 3,1 |

#### За округами
| № округу                                            | Прізвище, ім'я, по батькові       | Дата визнання обраним | Освіта             | Партійна приналежність                           | Відомості про обраного депутата                                                             |
| --------------------------------------------------- | --------------------------------- | --------------------- | ------------------ | ------------------------------------------------ | ------------------------------------------------------------------------------------------- |
| Комуністична партія України                         |                                   |                       |                    |                                                  |                                                                                             |
| 21                                                  | Дудник Олександр Миколайович      | 04.11.2010            | вища               | позапартійний                                    | ДП Чечельницьке лісове господарство, інженер                                                |
| Народна Партія                                      |                                   |                       |                    |                                                  |                                                                                             |
| 18                                                  | Посухівський Іван Олексійович     | 04.11.2010            | середня            | позапартійний                                    | ФГ «Чечельницька Нива», тракторист                                                          |
| 28                                                  | Метелиця Леся Анатоліївна         | 04.11.2010            | вища               | член Народної партії                             | МГК «Рембудкомунсервіс», бухгалтер                                                          |
| 30                                                  | Лемець Сергій Петрович            | 04.11.2010            | вища               | позапартійний                                    | Чечельницький районний суд, керівник апарату                                                |
| Партія регіонів                                     |                                   |                       |                    |                                                  |                                                                                             |
| 1                                                   | Ратайчук Людмила Миколаївна       | 04.11.2010            | середня спеціальна | член Партії регіонів                             | приватний підприємець                                                                       |
| 3                                                   | Кудревич Ірина Вікторівна         | 04.11.2010            | вища               | член Партії регіонів                             | Чечельницький спиртзавод, головний економіст                                                |
| 4                                                   | Шевчук Дмитро Михайлович          | 04.11.2010            | середня            | позапартійний                                    | ТОВ «Агробуд», головний механік                                                             |
| 6                                                   | Гончаров Артем Анатолійович       | 04.11.2010            | середня спеціальна | член Партії регіонів                             | приватний підприємець                                                                       |
| 9                                                   | Гуртовий Борис Павлович           | 04.11.2010            | вища               | позапартійний                                    | приватний підприємець                                                                       |
| 10                                                  | Антонішина Валентина Іванівна     | 04.11.2010            | вища               | позапартійна                                     | Чечельницька загальноосвітня школа № 2, заступник директора                                 |
| 12                                                  | Янчук Галина Василівна            | 04.11.2010            | вища               | член Партії регіонів                             | ФОП «Мусінов», завідувач аптечним пунктом                                                   |
| 14                                                  | Іващенко Олена Іванівна           | 04.11.2010            | вища               | член Партії регіонів                             | Чечельницьке відділення Бершадської МДПІ, завідувач сектору обліку і звітності              |
| 15                                                  | Борисовець Михайло Кузьмович      | 04.11.2010            | вища               | член Партії регіонів                             | приватний підприємець                                                                       |
| 16                                                  | Ситник Світлана Михайлівна        | 04.11.2010            | вища               | член Партії регіонів                             | будинок дитячої творчості, директор                                                         |
| 19                                                  | П'яніщук Олеся Володимирівна      | 04.11.2010            | вища               | позапартійна                                     | Чечельницька РДА, завідувач сектору з питань внутрішньої політики і зв'язків із ЗМІ апарату |
| 22                                                  | Козбан Іван Володимирович         | 04.11.2010            | вища               | позапартійний                                    | ПСП «Шевченка», директор                                                                    |
| 25                                                  | Косаківський Валерій Афанасійович | 04.11.2010            | середня            | позапартійний                                    | ПП ОКО нафтопродукт АЗК № 32, оператор                                                      |
| 26                                                  | Савинецький Віктор Володимирович  | 04.11.2010            | середня            | позапартійний                                    | ПП ОКО нафтопродукт, начальник АЗС № 32                                                     |
| 27                                                  | Савинецький Степан Федорович      | 04.11.2010            | середня            | член Партії регіонів                             | пенсіонер                                                                                   |
| 29                                                  | Серветник Олександр Якович        | 04.11.2010            | вища               | член Партії регіонів                             | Вербська загальноосвітня школа, вчитель                                                     |
| Політична партія Всеукраїнське об'єднання «Свобода» |                                   |                       |                    |                                                  |                                                                                             |
| 11                                                  | Кучерявий Сергій Миколайович      | 04.11.2010            | вища               | член Всеукраїнського об'єднання «Батьківщина»    | тимчасово не працює                                                                         |
| Політична партія Конгрес Українських Націоналістів  |                                   |                       |                    |                                                  |                                                                                             |
| 5                                                   | Гальчинська Людмила Клавдіївна    | 04.11.2010            | середня            | член Конгресу Українських Націоналістів          | Вінницька філія ВАТ «Укртелеком», оператор електрозв'язку                                   |
| Політична партія «Нова політика»                    |                                   |                       |                    |                                                  |                                                                                             |
| 2                                                   | Хавроха Надія Миколаївна          | 04.11.2010            | вища               | позапартійна                                     | Чечельницьке відділення Бершадської МДПІ, завідувач відділу                                 |
| Українська республіканська партія «Собор»           |                                   |                       |                    |                                                  |                                                                                             |
| 8                                                   | Німець Петро Михайлович           | 04.11.2010            | вища               | член Української республіканської партії «Собор» | Вінницька філія ВАТ «Укртелеком», начальник дільниці техексплуатації                        |
| Самовисування                                       |                                   |                       |                    |                                                  |                                                                                             |
| 7                                                   | Козеренко Андрій Григорович       | 04.11.2010            | вища               | член Народної партії                             | відділ Держкомзему у Чечельницькому районі, завідувач сектору землеустрою                   |
| 13                                                  | Шпильова Людмила Семенівна        | 04.11.2010            | середня            | позапартійна                                     | приватний підприємець                                                                       |
| 17                                                  | Гураш Наталія Володимирівна       | 04.11.2010            | вища               | позапартійна                                     | тимчасово не працює                                                                         |
| 20                                                  | Біашвілі Неоніла Сергіївна        | 04.11.2010            | середня            | позапартійна                                     | ВАТ РП «Агромаш», різнороробоча                                                             |
| 23                                                  | Агопян Наталія Володимирівна      | 04.11.2010            | вища               | позапартійна                                     | пенсіонер                                                                                   |
| 24                                                  | Схабовський Віктор Леонідович     | 04.11.2010            | вища               | позапартійний                                    | Чечельницька селищна рада, землевпорядник                                                   |
| 31                                                  | Козеренко Володимир Іванович      | 04.11.2010            | середня            | позапартійний                                    | ПП ООО «Маст-буд», будівельник                                                              |
| 32                                                  | Баранов Петро Григорович          | 04.11.2010            | середня            | позапартійний                                    | пенсіонер                                                                                   |